# Скурихін Володимир Ілліч
Володи́мир Іллі́ч Скури́хін (17 квітня 1926 — 28 серпня 2014) — український вчений у галузі системотехніки та теорії систем радянських часів, 1972 — член-кореспондент, академік АН УРСР (з 1978), дійсний член Російської академії природничих наук; лауреат премій НАН України імені С. О. Лебедєва — 1987, та імені В. М. Глушкова. Був депутатом Київської міської ради народних депутатів в 1985—1987 роках.

## Біографія
Народився 17 квітня 1926 року у місті  Вятка.
У 1947 році закінчив Івановський енергетичний інститут, у ньому ж працював до 1957 року, 1951 захистив кандидатську дисертацію.
З 1958 року працює в Інституті кібернетики АН УРСР (до 1962 року іменувався Обчислювальним центром). Професійний шлях — старший науковий співробітник, вчений секретар, завідувач відділу Обчислювального центру АН УРСР, завідувач відділу — заступник директора Інституту кібернетики імені В. М. Глушкова НАН України, заступник директора Міжнародного науково-навчального центру інформаційних технологій та систем НАН України та МОН України.
1970 року захистив докторську дисертацію.
1993 року обраний почесним членом Таганрозького державного радіотехнічного університету.

## Наукова діяльність
Його наукові праці стосуються розробки, створення та застосування засобів обчислювальної техніки — для автоматизації різних процесів.
Є одним з керівників розробки та впровадження у практичну площину першої в СРСР типової автоматизованої системи управління підприємством.
Був керівником групи по створенню автоматизованих систем проектування, оброблення експериментальних даних, різних систем управління технологічними процесами, усіляких автоматичних пристроїв. Серед розробок — перша в УРСР автоматизована система управління підприємством (АСУП) «Львів» на Львівському телевізійному заводі, співавторами були А. О. Морозов, Т. П. Подчасова, В. В. Шкурба та інші.
Був науковим керівником робіт по створенню САПР «Авангард» та «Контур», впроваджених на Миколаївському кораблебудівному заводі.
У складі Центру керування польотами брав участь в організації підготовки та забезпеченні управління польотом під час програми «Союз-Аполлон».
Член редакційної колегії міжнародного наукового часопису «Управляючі системи та машини» — від заснування журналу 1972 року, по 1988 — його незмінний головний редактор.
Викладав у Київському політехнічному інституті, підготував 45 кандидатів і 7 докторів наук.
Написав близько 240 наукових праць, з них 12 монографій та 4 навчальні посібники.
Зареєстрував понад 30 авторських свідоцтв і патентів на винаходи.

## Нагороди і почесні звання
Нагороджений орденами Жовтневої Революції, Трудового Червоного Прапора та медалями.
Лауреат Державної премії УРСР у галузі науки і техніки 1970 року й Державної премії СРСР 1984 року та премії Ради Міністрів СРСР 1980 року.
Заслужений діяч науки Української РСР (1981).
Згідно рішення Президії Академії наук України на честь академіка В. І. Скурихіна в одному із корпусів Кібернетичного центру в 2016 році встановлена меморіальна дошка.